# Матюшин Сергій Васильович
Сергій Васильович Матюшин (29 червня 1904, село Чувардіно Орловської губернії, тепер Дмитровського району Орловської області, Російська Федерація — липень 1979, місто Донецьк) — радянський діяч, секретар ЦК КП(б) Казахстану із вугільної промисловості, 1-й секретар Шахтинського і Новгородського міських комітетів ВКП(б). Депутат Верховної ради Російської РФСР 3-го скликання.

## Життєпис
Народився в селянській родині. Працював у сільському господарстві батьків. З 1924 по 1925 рік — секретар сільської ради в Орловській губернії.
У 1925 році — слухач Орловських губернських курсів партійних працівників. Член ВКП(б).
У 1925—1927 роках — відповідальний секретар Луб'янського волосного комітету ВЛКСМ Дмитровського повіту Орловської губернії, відповідальний секретар Доманського волосного комітету ВЛКСМ Дмитровського повіту Орловської губернії.
У 1927—1928 роках — завідувач відділу праці та освіти Дмитровського повітового комітету ВЛКСМ Орловської губернії.
У 1928—1931 роках — слухач Єлецького робітничого факультету.
У 1931—1936 роках — студент Ленінградського гірничого інституту, гірничий інженер-електромеханік.
У 1936—1938 роках — завідувач навчальної частини навчального комбінату при шахті «Капітальна» тресту «Макіїввугілля» Донецької (Сталінської) області.
У 1938—1939 роках — головний механік шахти «Капітальна» тресту «Макіїввугілля» Сталінської області.
У 1939—1940 роках — партійний організатор ЦК ВКП(б) шахти «Ново-Чайкине» тресту «Макіїввугілля» Сталінської області.
У 1940—1941 роках — 2-й секретар Макіївського міського комітету КП(б) України Сталінської області.
У 1941 році — завідувач відділу вугільної промисловості ЦК КП(б) Казахстану.
24 січня 1942 — 9 липня 1942 року — секретар ЦК КП(б) Казахстану із вугільної промисловості.
У 1942—1943 роках — секретар Карагандинського обласного комітету КП(б) Казахстану з вугільної промисловості.
У 1943 році — секретар Тульського обласного комітету ВКП(б) з вугільної промисловості.
У 1943—1947 роках — заступник секретаря Тульського обласного комітету ВКП(б) з вугільної промисловості.
У 1947—1950 роках — 1-й секретар Шахтинського міського комітету ВКП(б) Ростовської області.
У 1950—1953 роках — 1-й секретар Новгородського міського комітету ВКП(б) (КПРС).
У 1953—1954 роках — завідувач промислово-транспортного відділу Новгородського обласного комітету КПРС.
У 1954—1957 роках — начальник відділу контрольної інспекції Міністерства вугільної промисловості Української РСР у місті Сталіно.
У 1957—1961 роках — заступник керуючого тресту «Красногвардійськвугілля» в місті Макіївці Сталінської області.
У 1961—1963 роках — старший інженер, керівник групи нормативно-дослідницької станції тресту «Будьонноввугілля» у Донецьку.
У 1963—1965 роках — старший інженер контрольно-ревізійного управління Ради народного господарства Донецького економічного району.
У 1965—1966 роках — старший науковий співробітник Центральної воєнізованої гірничорятувальної станції в Донецьку.
У 1966—1969 роках — начальник відділу Центрального Штабу воєнізованих гірничорятувальних частин Донбасу.
У 1969—1970 роках — керівник групи Всесоюзного науково-дослідного інституту гірничорятувальної справи в Донецьку.
З 1970 року — персональний пенсіонер у Донецьку.
Помер у липні 1979 року в місті Донецьку.

## Нагороди
- орден Трудового Червоного Прапора
- 5 медалей